# Державин, Павел Иванович
Павел Иванович Державин (27 февраля 1904, Петергоф, Российская империя — 17 февраля 1993, Одесса, Украина) — советский офицер Военно-морского флота, участник Великой Отечественной войны, Герой Советского Союза (22.01.1944). Капитан 1-го ранга (1946).

## Биография
Родился 27 февраля 1904 года в Петергофе (ныне — Ленинградская область) в рабочей семье. Получил среднее образование, с десяти лет начал работать. Был рабочим табачной фабрики в Петрограде, затем стал работать на строительстве железной дороги, на Волховской гидроэлектростанции, плотником на кожевенном заводе в Ленинграде.
В ноябре 1926 года был призван на службу в Рабоче-крестьянский Красный Флот. Окончил флотскую школу водолазов в Балаклаве, после чего служил на пограничном корабле «Воровский», с 1930 года был на нём боцманом. Участвовал в задержании контрабандистов, за что был награждён именными часами. В 1932—1934 годах служил главным боцманом Амурской флотилии. В 1938 году окончил Ленинградское военно-морское училище, после чего командовал дивизионом сторожевых катеров 26-го Одесского погранотряда, с 1940 года командовал 1-м дивизионом 1-го Черноморского отряда пограничных судов Украинского погранокруга.
С июня 1941 года — на фронтах Великой Отечественной войны. Отряд сторожевых катеров под командованием Павла Державина занимался конвоированием транспортов, вёл дозор, отражал атаки авиации противника, перебрасывал десанты и эвакуировал раненых, обстреливал укреплённые пункты противника, оказывал помощь получившим повреждения военным и транспортным судам. С октября 1943 года капитан 3-го ранга командовал дивизионом бронекатеров Азовской военной флотилии. Отличился во время Керченской десантной операции.
Катера отряда под его командованием занимались высадкой десантов в районе населённых пунктов Жуковка и Опасная (ныне — в черте Керчи), вела обстрел немецкой обороны. Катера отряда беспрерывно совершали рейсы между берегами Керченского пролива, занимаясь снабжением десантников. В дальнейшем отряд в течение 165 суток обеспечивал бесперебойную работу паромной переправы с Таманского полуострова на Керченский.
Указом Президиума Верховного Совета СССР «О присвоении звания Героя Советского Союза офицерскому, старшинскому и рядовому составу Военно-Морского флота» от 22 января 1944 года за «форсирование Керченского пролива, высадку десантных войск и переброску техники на Керченский полуостров и проявленные при этом отвагу и геройство» был удостоен высокого звания Героя Советского Союза с вручением ордена Ленина и медали «Золотая Звезда» за номером 2900.
В апреле 1944 года был назначен командиром бригады бронекатеров Дунайской военной флотилии. Бригада под его командованием в составе флотилии с боями прошла вверх по Дунаю от Чёрного моря до Братиславы, принимала активное участие в освобождении Румынии, Югославии, Венгрии, Чехословакии, Австрии. Лично возглавлял большое количество боевых операций, в том числе высадку десантов (десант в районе Опатовац – Сотин и другие).
После окончания войны продолжил службу в Советской Армии. В 1948 году он окончил курсы усовершенствования офицерского состава при Военно-морской академии. В декабре 1952 года был уволен в запас в звании капитана 1-го ранга. Проживал в Одессе
Скончался 17 февраля 1993 года, похоронен на Втором Христианском кладбище Одессы.

## Награды
- Герой Советского Союза (22.01.1944)
- Орден Ленина (22.01.1944)
- Орден Октябрьской Революции (27.02.1984)[4]
- Три ордена Красного Знамени (5.04.1943, 12.09.1943, …)
- Орден Суворова 2-й степени (18.09.1943)
- Орден Ушакова 2-й степени (20.04.1945)
- Три ордена Отечественной войны 1-й степени (22.02.1945, …, 11.03.1985)
- Орден Красной Звезды (3.11.1944)
- Ряд медалей.

иностранные награды
- Ордена Партизанской Звезды 1-й и 2-й (23.02.1946) степеней (СФРЮ)[1]
- Орден Клемента Готвальда (ЧССР)
- Орден Красной Звезды (ЧССР)
- Орден Звезды Румынии (СРР)
- Орден «9 сентября 1944 года» 1-й степени с мечами (НРБ, 22.01.1985)
- Медаль «100 лет со дня рождения Георгия Димитрова» (НРБ)
- Медаль «40 лет Победы над гитлеровским фашизмом» (НРБ, 1985)
- Медаль «25 лет освобождения Румынии» (СРР, 1969)
- Медаль Освобождения (ВНР, 1970)
- Почётный гражданин Одессы, Тутракана и Братиславы.

## Память
В честь Державина село Аджиэли в Крыму переименовано в Державино. Также в его честь назван корабль морской охраны Государственной пограничной службы Украины. В Одессе установлен бюст Державина. В 2014 году в Санкт-Петербурге школе 253 было присвоено имя П. И. Державина.
Имя «Павел Державин» присвоено патрульному кораблю проекта 22160 ВМФ России. С 27 ноября 2020 года входит в состав Черноморского флота.